# Matej Bor

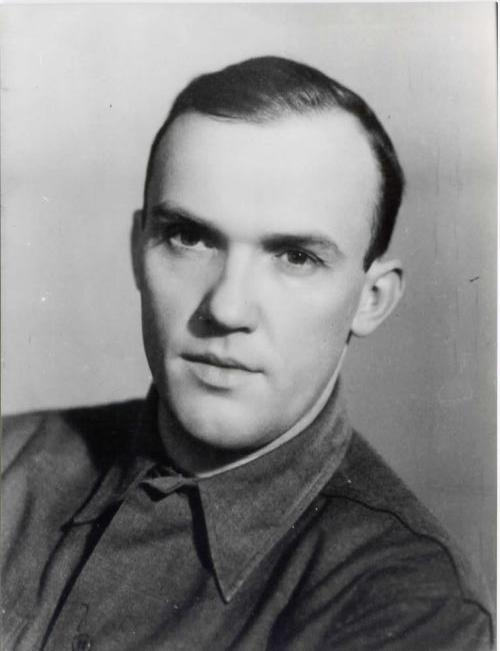
Matej Bor in den 1930er Jahren

Matej Bor [matéj bòr] war das Pseudonym von Vladimir Pavšič (* 14. April 1913 in Grgar, Nova Gorica; † 29. September 1993 in Laibach) slowenischen Dichter, Übersetzer, Journalisten und jugoslawischen Partisanen im Zweiten Weltkrieg.

## Leben
Matej Bor wurde als Vladimir Pavšič im Dorf Gargaro (ital. Gargano, slow. Grgar) im heute slowenischen Isonzotal in der Nähe von Görz in der damaligen Gefürsteten Grafschaft Görz und Gradisca in der Provinz Küstenland der k.u.k. Monarchie geboren, einem Ort, der heute Teil der slowenischen Občina (Gemeinde) Nova Gorica ist.
Nachdem das Gebiet nach dem Zerfall des Habsburgerreiches 1920 an Italien gefallen war, zog die Familie nach Cilli, wo Vladimir Pavšič die höhere Schule besuchte. Danach studierte er Slowenische und Slawische Philologie an der Laibacher Universität bis 1937, arbeitete danach in Marburg an der Drau als Journalist und dann ein Jahr als Lehrer im Gottscheer Land.

### Widerstandskämpfer
Als die Achsenmächte im Balkanfeldzug im April 1941 Jugoslawien besetzten, flüchtete er aus dem von Deutschen okkupierten Marburg ins italienisch besetzte Laibach und schloss sich im Sommer desselben Jahres dem kommunistisch geführten Partisanenwiderstand der slowenischen Osvobodilna Fronta (OF) an, wo er im Bereich Kultur und Propaganda wirkte und sich als einer der wichtigsten Dichter der Befreiungsfront OF profilierte. Mehrere seiner Kampflieder wurden ungemein populär und sein Heißa, Brigaden! wurde die inoffizielle slowenische Partisanenhymne. In diese Zeit fiel auch die erste Verwendung jenes Pseudonyms Matej Bor, unter dem er auch nach dem Kriegsende weiterhin schrieb und bekannt war.
Die Partisanin „Nina“ (Erna Jamer), Slawistin wie er, wurde seine Frau. Im Hornwald der Gottschee, wo sich 1942 im nach der Aussiedlung der deutschsprachigen Bevölkerung nahezu menschenleeren Gebiet die Führung der Osvobodilna Fronta, das Oberkommando der slowenischen Partisanen, die Druckereien und die sonstige technische Infrastruktur sowie auch das Zentralkomitee der Kommunistischen Partei Sloweniens befanden, überstanden sie gemeinsam die heftigen Angriffe der Italiener. Aufgrund einer ernsten Erkrankung musste Bor nach Laibach und sich dort eine Zeitlang verborgen halten. Nach der Kapitulation Italiens übertrug man ihm die Aufgabe des Hauptpropagandaoffiziers der XV. Division der Partisanenarmee, die er bravourös erfüllte. Auch einige von Bors schönsten Gedichten entstanden, schmerzerfüllte Liebesgedichte, nachdem seine Frau im November 1943 im Kampf mit den katholischen und antikommunistisch ausgerichteten und mit der deutschen Wehrmacht zusammenarbeitenden slowenischen Domobranzen gefallen war; für die Propagandatätigkeit waren jene durch seinen persönlichen Verlust ausgelösten, schmerzlichen Gedichte allerdings nicht förderlich. Nach Kriegsende aber wurde Matej Bor aufgrund seiner Leistungen, und Verdienste ehrenhalber der Majorsrang der neuen Jugoslawischen Volksarmee (Jugoslovenska narodna armija bzw. slowenisch Jugoslovanska ljudska armada) verliehen.

### Publizist und Aktivist
1944 ging er in das eben durch Einheiten der jugoslawischen Volksbefreiungsarmee befreite Belgrad, wo er in der slowenischen Abteilung des Senders Radio Freies Jugoslawien  mit den Autoren-Kollegen Igo Gruden, Edvard Kocbek und Anton Ingolič arbeitete. 1945 kehrte er nach Laibach zurück und widmete sich dort der Schriftstellerei und literarischen Übersetzung aus dem Englischen und dem Deutschen, Tätigkeiten, die durch zweimalige Verleihung der höchsten slowenischen Auszeichnung für Kulturarbeit, den Prešeren-Preis in den Jahren 1947 und 1952 gewürdigt wurden. 1965 wurde er mit der Mitgliedschaft in der Slowenischen Akademie der Wissenschaften und Künste geehrt, und in den 1960er und 1970er Jahren war er auch langjähriger Präsident des slowenischen PEN-Clubs, eine nicht leichte Position, da die PEN-Organisation ein Dorn in den Augen des Bundes der Kommunisten Jugoslawiens, der zentralistisch ausgerichteten jugoslawischen KP war, die in einer eigenen slowenischen PEN-Sektion Spaltungsansätze vermutete.
In der Periode des Titoismus nutzte der hochangesehene Matej Bor häufig seinen Einfluss, um Dissidenten zu helfen und unterstützte auch mehrfach Bewegungen, die der offiziellen Parteilinie zuwiderliefen. Beträchtliches Aufsehen erregte Bor in den sechziger Jahren, als er öffentlich die Inhaftierung des serbischen Schriftstellers Mihajlo Mihajlov (1934–2010) kritisierte. Bor war auch einer der wesentlichen Vorkämpfer der slowenischen Umweltbewegung in den frühen 1970er Jahren und setzte sich für die Erhaltung und Bewahrung des kulturellen Erbes Sloweniens ein, indem er beispielsweise gegen den Abriss historischer Laibacher Bauten wie des Peter-Kosler-Hauses kämpfte. Auch die Plattform für die Rehabilitierung der Opfer der stalinistischen Schauprozesse in Slowenien – der slowenischen Dachau-Prozesse von 1947/48 – wurde von ihm geleitet, und 1984 verhalf er dem Autor Igor Torkar (Pseudonym von Boris Fakin) zur Veröffentlichung eines Romans, in welchem der Verfasser seine Erlebnisse von zwölf Jahren Haft im Insel-Konzentrationslager von Goli otok verarbeitete, zu denen der ehemalige Dachauer KZ-Häftling nach seiner Rückkehr als angeblicher Gestapo-Agent 1948 verurteilt worden war.

### Nachfahre der Veneter?
In den achtziger Jahren wandte sich Matej Bor der uralten, jedoch von Jožko Šavli wieder aufgegriffenen Veneter-Theorie zu und bemühte sich anhand slowenischer Dialektwörter nachzuweisen, dass die vorrömischen venetischen Inschriften in Oberitalien und auf dem Kärntner Gurina-Plateau einen Beweis dafür darstellen, dass die Slowenen keineswegs zugewanderte Slawen, sondern slawisierte Nachkommen jener Veneter seien. Bor wie Šavli und auch Ivan Tomažič sahen sich entsprechend als deren Nachfahren, wie sie in einem gemeinsamen Buch darlegten, das auch in deutscher Übersetzung in Wien erschien. Da keiner der Proponenten dieser Hypothese die erforderlichen sprach- oder geschichtswissenschaftlichen Voraussetzungen für eine derartige Arbeit mitbrachte, taten slowenische wie internationale Philologen und Historiker solche Vorstellungen jedoch schnell und rundweg als Phantasterei von Amateuren ab, doch fanden die Behauptungen und scheinbaren Beweise in bestimmten Kreisen Sloweniens wie auch in slowenischen Emigrantenzirkeln in Australien, Argentinien, Kanada oder den USA und bei leicht überzeugbaren Buchbesprechern begeisterte Aufnahme:

„Wir erfahren, dass speziell slowenische Mundartkunde den fehlenden Schlüssel für ein sinnvolles Verstehen venetischer, phrygischer, rätischer und iapodischer Inschriften bietet und sogar eine teilweise Rekonstruktion venetischer Grammatik erlaubt. Die Aufgabe war allen früheren Venetologen in oberflächlicher Weise entgangen, und für seine Pioniertat möchte der Besprecher Matej Bor als Kandidaten für jubelnden akademischen Beifall vorschlagen. […] Vor Bors Arbeit gingen die Ansichten hinsichtlich der venetischen Sprache, die in 200 kurzen Inschriften aus den fünf Jahrhunderten v. Chr. […] erhalten ist, weit auseinander, […] da bislang einfach kein Venetologe eine gründliche Kenntnis der slowenischen Mundartkunde mitbrachte. Gerade hierin aber liegt der Genius in Bors Beitrag. (Aus dem Englischen)“

Andernorts sagt derselbe Verfasser: „Wir stehen an der Schwelle einer neuen Welt an Erkenntnis bezüglich der Vorgeschichte Europas und des Mittelmeerraums“, und schließt gleich mutig weiter, dass Bors Entzifferung jener runenartigen venetischen Inschriften
„das Potential haben, die Einschätzung der slowenischen Linguistik derart aufzuwerten, dass dereinst jene alpinen Dialekte möglicherweise kollektiv als ‚Mutter der slawischen Sprachen‘ begrüßt werden.“
Gleichzeitig gesteht der enthusiastische Verfasser allerdings ein:
„Ich bin wirklich einfach ein unschuldiger akademischer Zuschauer, dessen einziges Interesse es ist, ein wenig mehr über die frühe europäische Vorgeschichte zu erfahren.“
Vorbehaltlose Zustimmung auch aus Australien:
„Der slowenische Linguist Matej Bor […] behauptete, der Ursprung von ‚Venet‘ […] sei eigentlich ‚Slo-venet‘ (Slovenets = ein männlicher Slowene), abgeleitet von ‚slovo‘ (Wort) oder ‚sloviti‘ (sprechen). Bis heute habe sich diese Form erhalten.[…] Dass Deutsche immer noch das Wort ‚Wenden‘ (‚Venedi‘) für ihre slawischen Nachbarn verwenden, bestätige die Verbindung zwischen den beiden Bezeichnungen. […] Ausgehend von der Prämisse, dass die adriatischen Veneter ein Proto-Slowenisch sprachen […] entdeckte er in den über zwei Jahrtausende begrabenen Inschriften viele Wörter, die noch in slowenischen Dialekten gebräuchlich sind, und auch solche, die im literarischen modernen Slowenisch vorhanden sind und eindeutig Ableitungen darstellen. […] Jahrelang hatte Matej Bor das Problem der venetischen Schrift studiert. Im Gegensatz zur herrschenden Lehrmeinung glaubte er nicht an einen italischen, sondern einen slawischen Ursprung der venetischen Sprache. […] Die venetische Sprache war Alt-Slawisch, oder genauer, Proto-Slowenisch, ein Vorgänger des modernen Slowenischen. Eine sprachliche Kontinuität von den adriatischen Venetern bis zum heutigen Slowenisch steht demnach jetzt fest.“ (Aus dem Englischen)
Auf den Gedanken, dass es sich bei den entdeckten Ähnlichkeiten evtl. teils um indoeuropäische Wurzelverwandtschaft aufgrund einer indogermanischen Ursprache, teils um lexikalische oder semantische Entlehnungen aus Substratsprachen, teils um reinen Zufall, teils auch um willkürlich angenommene Lautveränderungen handeln könnte, ist in diesen Kreisen offenbar kaum jemand gekommen. Matej Bor jedoch spielte in der daraufhin entstandenen Kontroverse, in deren Mittelpunkt allerdings im Grunde das slowenische Geschichtsbild des Jožko Šavli stand, eine prominente Rolle.

### Literat
Zuvor allerdings hatte Bor eine Reihe von Gedichtsammlungen veröffentlicht, die ihn als den wahrscheinlich bedeutendsten slowenischen Lyriker der zweiten Hälfte des 20. Jahrhunderts erscheinen lassen. Bereits während seiner Tätigkeit im Widerstand veröffentlichte ein Untergrund-Verlag der Partisanenarmee 1942 in 5000 Exemplaren seine erste Sammlung, Previharimo viharje (etwa: „Wir müssen dem Sturm trotzen“) als erste im besetzten Europa im Druck erschienene antifaschistische Lyrik. 1959 erschien Šel je popotnik skozi atomski vek (d. i. „Ein Wanderer ging durch das Atomzeitalter“), eine apokalyptische Reflexion der Umweltkatastrophen. Das Buch erlebte mehrere Auflagen und wurde auch mehrfach übersetzt, was zu einer gewissen Bekanntheit Bors auch außerhalb Jugoslawiens führte. Inzwischen sind Schriften Bors bereits in mehr als einem Dutzend Sprachen erschienen, und nahezu 1000 Exemplare stehen in internationalen Bibliotheken.
Bor verfasste auch zwölf Bühnenstücke, schrieb das Drehbuch für einen Film (Vesna, 1954) und widmete auch Kindern und Jugendlichen einen beträchtlichen Teil seiner Schaffenskraft durch speziell für junge Menschen bestimmte literarische Werke sowie als regelmäßiger Mitarbeiter von Kinder- und Jugendzeitschriften nicht nur in seinem Heimatland, sondern etwa auch von Mali Rod aus Klagenfurt oder The Voice of Youth in Chicago.
Als literarischer Übersetzer vermittelte er seiner Heimat besonders William Shakespeare (Richard III, Henry V).

## Veröffentlichungen

### Lyrik
- Previharimo viharje („Wir müssen dem Sturm trotzen“, 1942; erweiterte Neuauflage unter dem Titel Na Partizanski Straži, d. i. „Auf Partisanenwacht“).
- Pesmi („Gedichte“, 1944).
- Pesmi („Gedichte“, 1946).
- Bršljan nad jezom („Efeu überm Staudamm“) 1951 LCCN 55022217.
- Sled naših senc („Die Spur unsrer Schatten“, 1958).
- V poletni travi. („Im Sommergras“, 1963).
- Podoknice tišini („Serenaden an die Stille“, 1983).
- Med viharji in tišino („Bei Sturm und leise“. Gedichte, 1988).
- Sto manj en epigram („Hundert weniger ein Epigramm“, 1985).

### Bühnenstücke
- Raztrganci („Menschen in Lumpen“. 1944).
- Teška vra („Schwere Zeiten“, 1946 bzw. Teški časovi, 1948).
- Bele vode. Vesela pesnitev iz davnih dni.  („Weiße Wasser. Eine glückliche Dichtung aus vergangenen Tagen“, 1950).
- Vrnitev Blažonovih – Koleze zeme („Die Rückkehr der Blaschon-Räder der Finsternis“, 1954).
- Šola noči („Die Schule der Nacht“).
- Zvezde so večne („Sterne sind ewig“, 1971).

### Jugendliteratur
- Uganke (‚Rätsel‘, 1951).
- Slike in pesmi o živalih (‚Bilder und Lieder von Tieren‘, 1956).
- Sračje sodišče ali je, kar je (‚Der Rabenhof oder Was geschieht, geschieht‘, 1961).
- Pesmi za Manjo (‚Lieder für Manja‘, 1985).
- Ropotalo in ptice (‚Die Vogelscheuche und die Vögel‘, 1985).
- Palčki – pihalčki (‚Zwerge‘, 1991).

### Kunst- und Sachprosa
- Daljave („Ferne Orte“, 1971).
- Odloženi („Die man nicht mehr braucht“, 1980).
- Kritika („Kritik“, 1961).
- Vorwort zu Igor Torkar: Umiranje na obroke („Tod in Raten“, 1984).
- mit Jožef Šavli: Unsere Vorfahren, die Veneter. Hrsg. von Ivan Tomažič, Ed. Veneti, Wien 1988, ISBN 3-85013-110-6.